# Ahmed Alaaeldin
Ahmed Alaaeldin Abdelmotaal, gemeinhin Ahmed Alaa genannt (arabisch أحمد علاء الدين عبد المتعال, DMG Aḥmad ʿAlāʾ ad-Dīn ʿAbd al-Mutaʿāl; * 31. Januar 1993 in Ismailia, Ägypten), ist ein katarisch-ägyptischer Fußballspieler. Er ist auf die Rolle des Stürmers spezialisiert und führte diese bei seinem aktuellen Klub al-Gharafa in der Mitte aus.

## Karriere

### Verein
Er startete seine Karriere als Spieler in der Jugend von al-Rayyan, wo er zuerst bis zur Saison 2011/12 in der Reserve spielte und danach in den Kader der ersten Mannschaft vorrückte. In dieser Saison bekam er aber keinen einzigen Einsatz in der Liga, dafür aber im AFC-Champions-League-Gruppenspiel gegen den Emirates Club. Nach seiner Einwechslung für Fahad Khalfan in der 83. Minute machte er in der 90. Minute zudem noch sein erstes Tor. Mit der Mannschaft gewann er 2012 bereits den Qatar Cup. Nach und nach bekam er dann mehr Einsätze und spätestens ab der Saison 2013/14 wurde er in fast jeder Partie eingesetzt. Nach der Spielzeit 2015/16 holte er mit seinem Team auch die Meisterschaft.
Seit der Spielzeit 2017/18 spielt er nun bei al-Gharafa, wo er bislang jedoch mit seiner Mannschaft nie über den vierten Platz hinauskam. Zumindest gelang es ihm aber hier, den Qatari Stars Cup mit seiner Mannschaft in den Ausgaben 2017/18 und 2018/19 zu gewinnen.

### Nationalmannschaft
Nach der U20 kam er 2014 in der U23 von Katar auch in mehreren Freundschaftsspielen zum Einsatz. Anschließend stand er dann noch im Kader bei der Asienmeisterschaft 2016, wo er mit seiner Mannschaft als Gastgeber am Ende zwar nur Vierter wurde, jedoch am Ende mit sechs Toren als Torschützenkönig des Turniers dastand.
Sein erstes bekanntes Spiel in der katarischen A-Nationalmannschaft hatte er am 15. November 2013 bei einem 4:1-Sieg über den Jemen während der Qualifikation für die Asienmeisterschaft 2015, als er in der 72. Minute für Sebastián Soria eingewechselt wurde.
Danach kam er erst wieder ab Mai 2016 in zahlreichen Freundschaftsspielen zum Einsatz. Sein erstes großes Turnier mit dieser Mannschaft war dann die Asienmeisterschaft 2019, bei der er in zwei der Gruppenspiele sowie allen weiteren Partien der Mannschaft inklusive des Finales zum Einsatz kam. Zusammen mit seinem Team holte er damit nach dem 3:1-Finalsieg über Japan den ersten Asienmeistertitel in der Verbandsgeschichte. Im selben Jahr wurde er dann auch in der Qualifikation für die Weltmeisterschaft 2022 eingesetzt, in der seine Mannschaft als Gastgeber ohne Wertung mitspielte. Anschließend war er zwar Teil des Kaders bei der Copa América 2019, wurde hier jedoch nicht eingesetzt. Auch im Kader der Mannschaft beim Gold Cup 2021 war er dabei, kam hier aber auch nur in zwei Gruppenspielen sowie der Halbfinalniederlage gegen die USA zum Einsatz.
Zuletzt war er Teil der Mannschaft beim FIFA-Arabien-Pokal 2021, dem Vorbereitungsturnier für die WM. Dort wurde er in drei Spielen eingesetzt und belegte am Ende mit seiner Mannschaft den dritten Platz.